# Estadio Claudio Suárez
Estadio Claudio Suárez (früher Estadio Municipal de Texcoco) ist ein Fußballstadion im Zentrum der Stadt Texcoco de Mora, dem Sitz der gleichnamigen Gemeinde im Bundesstaat México. Das unmittelbar südlich des Hospital General de Zona 197 IMSS gelegene Stadion verfügt nur über eine Tribüne auf der Westseite des Platzes, sein Haupteingang befindet sich auf der Südseite an der Calle José María Arteaga.

## Geschichte
Das frühere Estadio Municipal de Texcoco war Heimspielstätte des Erstligisten CD Coyotes Neza, bevor dieser in das neu gebaute Estadio José López Portillo umziehen konnte. Außerdem bestritten mehrere Zweitligisten ihre Heimspiele in diesem Stadion.
Den Anfang machte der Club Deportivo Texcoco (vormals Club Oviedo), der das Stadion zwischen 1959 und 1969 in der zweiten Liga als Heimspielstätte nutzte.
Nachdem Coyotes Neza die Lizenz des wirtschaftlich angeschlagenen Club Laguna erworben hatte und somit ab der Saison 1978/79 zur Teilnahme an der Primera División berechtigt war, fehlte dem Verein ein geeignetes Stadion in der eigenen Stadt. Daher musste die Mannschaft ins Umland ausweichen. Nach zwei „Heimspielen“, die in Cruz Azuls altem Stadion 10. Dezember ausgetragen wurden, bezog sie für die kommenden Jahre ihre feste Heimspielstätte im Estadio Municipal de Texcoco. Das Debüt fand am 8. Oktober 1978 gegen Deportivo Toluca statt und endete torlos. Die ersten Erstliga-Tore im Estadio Municipal de Texcoco fielen zwei Wochen später im Heimspiel gegen die Mannschaft der Universidad de Guadalajara, das 2:1 gewonnen wurde. Erster Torschütze war Ricardo González Bango, der die Gastgeber in der 21. Minute mit 1:0 in Führung gebracht hatte.
Nachdem die Coyotes das Estadio Municipal de Texcoco vermutlich im Sommer 1981 verlassen hatten, wurde die Mannschaft von Osos Grises de Toluca eingeladen, ihre Heimspielstätte dorthin zu verlagern, um das Stadion weiterhin zu nutzen. Sie brachten in der Saison 1981/82 Zweitligafußball in die Stadt und traten zwischen 1982 und 1985 unter der neuen Bezeichnung Club Texcoco an. Von 1986 bis 1988 brachte letztmals ein Verein namens Toros de Texcoco Zweitligafußball in die Stadt.
2003 wurde das Stadion zu Ehren des in Texcoco geborenen mexikanischen Rekordnationalspielers Claudio Suárez benannt.